# Осипний Бугор (село)
Осипний Бугор (рос. Осыпной Бугор) — село у Приволзькому районі Астраханської області Російської Федерації.
Населення становить 3800 осіб. Входить до складу муніципального утворення Село Осипний Бугор.

## Історія
Населений пункт розташований на території українського етнічного та культурного краю Жовтий Клин. Від 1980 року належить до Приволзького району.
Згідно із законом від 6 серпня 2004 року органом місцевого самоврядування є Село Осипний Бугор.

## Населення
| 2002  | 2010  | 2012  | 2013  | 2014  | 2015  | 2016  |
| ----- | ----- | ----- | ----- | ----- | ----- | ----- |
| 2890  | ↗3381 | ↗3423 | ↗3473 | ↗3563 | ↗3635 | ↗3740 |
| 2017  |       |       |       |       |       |       |
| ↗3800 |       |       |       |       |       |       |